# Чаморро, Эустасио
Эуста́сио Чамо́рро (исп. Eustacio Chamorro) — парагвайский футболист, защитник.

## Биография
В 1930 году выступал за клуб «Президент Хейс» из столице Парагвая Асунсьон.
Главный тренер национальной сборной Парагвая Хосе Дуранд Лагуна вызвал Чаморро на первый чемпионат мира 1930, который прошёл в Уругвае. На турнире он остался на скамейке запасных и не провёл ни одного матча. В своей группе Парагвай занял второе место, но не прошёл в полуфинал, команда Эустасио Чаморро уступила США и обогнала Бельгию.